# San Antonio Silver Stars 2005
La stagione 2005 delle San Antonio Silver Stars fu la 9ª nella WNBA per la franchigia.
Le San Antonio Silver Stars arrivarono settime nella Western Conference con un record di 7-27, non qualificandosi per i play-off.

## Roster
| N° | Naz.                    | Ruolo | Sportivo           | Anno | Alt. | Peso |
| -- | ----------------------- | ----- | ------------------ | ---- | ---- | ---- |
| 0  | Stati Uniti (bandiera)  | A     | Wendy Palmer       | 1974 | 188  | 85   |
| 3  | Stati Uniti (bandiera)  | G     | Marie Ferdinand    | 1978 | 175  | 69   |
| 7  | Stati Uniti (bandiera)  | C     | Chantelle Anderson | 1981 | 198  | 87   |
| 8  | Ungheria (bandiera)     | G     | Dalma Iványi       | 1976 | 175  | 61   |
| 9  | Stati Uniti (bandiera)  | G     | Tai Dillard        | 1981 | 175  | 70   |
| 14 | Stati Uniti (bandiera)  | G     | Shannon Johnson    | 1974 | 170  | 65   |
| 15 | Stati Uniti (bandiera)  | G     | Nikki McCray       | 1971 | 180  | 73   |
| 21 | Stati Uniti (bandiera)  | G     | Edna Campbell      | 1968 | 173  | 69   |
| 32 | Stati Uniti (bandiera)  | A     | LaToya Thomas      | 1981 | 188  | 77   |
| 43 | Stati Uniti (bandiera)  | A     | Shyra Ely          | 1983 | 188  | 83   |
| 44 | Stati Uniti (bandiera)  | C     | Katie Feenstra     | 1982 | 203  | 109  |
| 50 | RD del Congo (bandiera) | C     | Bernadette Ngoyisa | 1982 | 193  | 88   |
| 53 | Stati Uniti (bandiera)  | A     | Kendra Wecker      | 1982 | 180  | 80   |

## Staff tecnico
- Allenatore: Dan Hughes
- Vice-allenatori: Brian Agler, Sandy Brondello
- Preparatore atletico: Brian Meyenberg
- Preparatore fisico: Patrice Arnold